# Kim Edwards
Kim Edwards (Killeen, Texas, 4 Maio 1958)  é uma autora e educadora americana.
Formou-se nas Colgate University e na University of Iowa, onde obteve um mestrado em ficção e um mestrado em linguística. É autora duma coleção de histórias, The Secrets of a Fire King, que foi finalista do Prémio PEN / Hemingway; as suas histórias foram publicadas na The Paris Review, Story, Plowshares, Zoetrope e muitas outras publicações. Ela também recebeu prémio pelos contos, incluindo um Pushcart Prize, o National Magazine Award, o Nelson Algren Award e a inclusão em The Best American Short Stories e no programa Symphony Space 'Selected Shorts'. Recebeu também o prémio Whiting Writers 'Award, bem como bolsas dos Pennsylvania and Kentucky Arts Councils, da Kentucky Foundation for Women e do National Endowment for the Arts.
O seu primeiro romance The Memory Keeper's Daughter,  foi escolhido pelo Barnes and Noble Discover Award e tornou-se num best-seller, passando 122 semanas consecutivas na lista de mais vendidos do New York Times, 20 dessas semanas em primeiro lugar. A Filha do Guardião da Memória ganhou o Kentucky Literary Award e o British Book Award, e foi escolhida como Livro do Ano de 2006 pelo USA Today. O seu segundo  romance, The Lake of Dreams, uma escolha de Livreiros Independentes, também foi um best-seller internacional; publicado em mais de 32 países. Atualmente, Kim está a escrever um novo romance, bem como em uma coleção de histórias relacionadas.

## Infância e educação
Edwards nasceu em Killeen, Texas. Aos dois meses, a sua família mudou-se para o interior do estado de Nova York, na região de Finger Lakes, onde foi criada. Edwards começou a faculdade no Cayuga Community College. Em 1979 transferiu-se para a Colgate University onde completou um bacharel em 1981. Em 1983, Edwards recebeu um diploma de mestre da Oficina de Escritores da Universidade de Iowa. Adicionalmente, obteve um segundo diploma de mestrado em artes em linguística, também pela University of Iowa, em 1987.

## Carreira
Ela escreveu a coleção de contos The Secrets of a Fire King (1997), que foi uma alternativa para o PEN / Hemingway Award de 1998, e ganhou os prémios Whiting  e Nelson Algren.
Edwards ensina redação na Universidade de Kentucky.
O seu romance de 2005, The Memory Keeper's Daughter, foi nomeado o Livro do Ano de 2006 pelo USA Today . O seu romance mais recente, The Lake of Dreams, New York Times Bestseller, foi publicado em Janeiro de 2011.

## Vida pessoal
Edwards casou-se com Thomas Clayton em 1987, têm duas filhas (Abigail e Naomi) e residem em Lexington, Kentucky.

## Trabalhos

### Livros
- The Secrets of a Fire King. WW Norton. [S.l.: s.n.] 1997. ISBN 978-0-39304-026-5  The Secrets of a Fire King. WW Norton. [S.l.: s.n.] 1997. ISBN 978-0-39304-026-5  The Secrets of a Fire King. WW Norton. [S.l.: s.n.] 1997. ISBN 978-0-39304-026-5
- The Memory Keeper's Daughter. Viking Adult. [S.l.: s.n.] 2005. ISBN 978-0-67003-416-1. 9780670034161.  The Memory Keeper's Daughter. Viking Adult. [S.l.: s.n.] 2005. ISBN 978-0-67003-416-1. 9780670034161.  The Memory Keeper's Daughter. Viking Adult. [S.l.: s.n.] 2005. ISBN 978-0-67003-416-1. 9780670034161.
- The Lake of Dreams. Viking. [S.l.: s.n.] 2011. ISBN 978-0-67002-217-5  The Lake of Dreams. Viking. [S.l.: s.n.] 2011. ISBN 978-0-67002-217-5  The Lake of Dreams. Viking. [S.l.: s.n.] ISBN 978-0-67002-217-5

### Contos
- «Paradise». Ploughshares
- «Aristotle's Lantern». Zoetrope: All-Story. 6
- «In the Garden». Ploughshares